# 双対超伝導描像
双対超伝導描像（そうついちょうでんどうびょうぞう、英: dual superconductor picture）とは、量子色力学において、真空をカラー磁気単極子が凝縮した第二種超伝導体と見なすことでクォークの閉じ込めを説明するモデルである。1970年代に南部陽一郎、ヘーラルト・トホーフト、スタンレー・マンデルスタムらによって提唱された。

## 概要
電磁気学において、電場と磁場の類似性からそれらを置き換えても似たような性質が現れることを双対性と呼ぶ。超伝導を記述するBCS理論では、2つの電荷（荷電粒子）がクーパー対へと凝縮することによって超伝導状態の性質を説明している。これに対し、双対性を用いて「双対超伝導体」を考えると、磁荷（磁気単極子）が凝縮することで同様の効果が出現するはずである。ただし、実際には磁気単極子は発見されていないため、通常考える電磁気学においては、このような効果は現れない。一方、クォーク間に働く強い相互作用を記述する量子色力学（QCD）では、電磁気学における電荷の代わりに色荷が存在する。さらに、それと対応する磁気単極子も存在することが予想される。双対超伝導描像では、真空を（カラー）磁気単極子が凝縮した双対超伝導体と見なすことで、カラーの閉じ込め、すなわち、低エネルギーQCDにおいて色荷が中性（白色）の束縛状態のみが観測される現象が説明される。
双対超伝導描像における閉じ込めはマイスナー効果の双対性の結果として説明される。マイスナー効果は超伝導体がその内部に侵入する磁場を排除する現象である。磁場が十分に強い場合、超伝導状態は壊れて磁場の侵入を許すことになり、第二種超伝導体では磁力線が一部分に絞られて磁気的な「フラックスチューブ」へと圧縮される。量子色力学において、クォークと反クォークは反対の色荷を持つので、クォーク・反クォーク間には静的なカラー電場がかかっており、カラー電気力線はクォークから反クォークへと流れている。もし、双対超伝導体と見なされる真空内部にクォーク・反クォーク対があるとすれば、このとき、双対マイスナー効果により電気力線はフラックスチューブへと絞られる。チューブの持つエネルギーはその長さに比例し、クォーク・反クォークのポテンシャルエネルギーはこの距離に比例する。この結果、クォーク・反クォーク対は引き離そうとしても常に束縛されたままとなる。実際には、ポテンシャルエネルギーが十分大きくなると、フラックスチューブは分裂するが、同時に真空から新しいクォーク・反クォーク対が生成され、クォークは閉じ込められたままとなる。
双対超伝導描像はギンツブルグ＝ランダウ理論（アーベリアン・ヒッグス模型）によって記述される。
格子ゲージ理論によるQCDの数値シミュレーションによって、双対超伝導描像を支持する結果が得られている。

## アーベリアン射影
QCDのような非可換ゲージ理論において磁気単極子を定義することは単純な問題ではない。この問題に関して、1981年にトホーフトによって提案されたのが、アーベリアン射影（Abelian projection）と呼ばれる手法である。これは、非可換ゲージ理論に対して部分的なゲージ固定を行うことで、独立な自由度のみを抜き出し、可換ゲージ理論へと引き下げる処方である。この結果として、カラーSU(3)の非可換ゲージ群はU(1)×U(1)の可換ゲージ群へと移り（カラーSU(Nc)の場合はU(1)Nc-1）、古典的なQCDには存在しなかったアーベリアン・モノポールが自然と出現する。もちろん、ゲージ固定の選び方は無数に存在するが、双対超伝導描像を説明することに成功している最もよく知られているゲージは最大アーベリアンゲージ（最大可換ゲージ）と呼ばれるものである。
このようにアーベリアン射影された後の可換ゲージ理論において、クォーク間に働く弦張力のような低エネルギーQCDの物理量には、グルーオン場の対角成分のみが支配的に効くことが知られており、この性質をアーベリアン・ドミナンスと呼ぶ。このとき、グルーオン場の対角成分は光子のような長距離相互作用を媒介するゲージ場として振る舞うが、非対角成分は有限の質量を持つ物質場として振る舞うため、長距離相互作用には関わらない。さらに、グルーオン場の対角成分に対しては磁気モノポールからの寄与が支配的であり、この性質をモノポール・ドミナンスと呼ぶ。
最大アーベリアンゲージを用いた格子ゲージ理論による数値シミュレーションによって、アーベリアン・ドミナンス、モノポール・ドミナンス、モノポール凝縮と閉じ込めの関係、フラックスチューブの形成といった諸性質が導かれており、これらは、QCD真空中に磁気単極子が凝縮してクォークを閉じ込める描像を示唆する結果である。